# Scott Walker (politico)
Scott Kevin Walker (Colorado Springs, 2 novembre 1967) è un politico statunitense, governatore del Wisconsin dal 2011 al 2019.

## Biografia

### Infanzia, adolescenza e inizio della carriera politica
Walker nasce a Colorado Springs da Pat Fitch, di professione contabile, e Llewellyn Walker, un predicatore battista. Nel 1970, assieme all'intera famiglia, si trasferisce a Plainfield. All'età di 10 anni si trasferisce a Delavan, nel Wisconsin, dove suo padre continuerà ad esercitare la professione di predicatore. Una volta finito il liceo, nel 1990 inizia la sua carriera politica, iniziando a correre per il 7º distretto dell'assemblea di Stato del Wisconsin, perdendo però contro l'avversario democratico. Nel 1993 si trasferisce a Wauwatosa, dove si candida per il 14º distretto, riuscendo questa volta a vincere. Ha servito come membro del 14º distretto fino al 2002, anno in cui venne nominato amministratore della contea di Milwaukee.

### Governatore del Wisconsin
All'inizio del 2005, Walker annunciò la sua candidatura come governatore del Wisconsin per i repubblicani, ritirandosi però l'anno successivo a causa della mancanza di fondi per finanziare la campagna elettorale. Alle elezioni diede il proprio sostegno al candidato repubblicano Mark Andrew Green, il quale però perse contro il governatore in carica Jim Doyle.
Nel 2009 decise di ricandidarsi riuscendo stavolta a vincere le primarie repubblicane con un largo vantaggio di voti. Alle elezioni generali del 2010 sconfisse lo sfidante democratico Tom Barrett e assunse l'incarico di governatore all'inizio dell'anno seguente.
Si ricandidò per la riconferma nel 2014, riuscendo anche stavolta a vincere.
Nel 2018 si ricandidò per un terzo mandato ma venne sconfitto per pochi voti dallo sfidante democratico Tony Evers.

### Candidatura alle presidenziali del 2016
Il 13 luglio 2015 annuncia la sua candidatura alle primarie repubblicane per le elezioni presidenziali del 2016., ma si ritira il successivo 4 settembre, risultando il secondo candidato, dopo Rick Perry, ad abbandonare la corsa repubblicana. Nonostante entrambi fossero vicini ai Tea Party conservatori, Walker all'inizio era dato altissimo, stabilmente secondo, tra l'11% e 14%, battendosi la nomination con il favoritissimo Jeb Bush, conservatore moderato che dominava il primo posto. Tuttavia con la discesa in campo dei candidati ultraconservatori anti-establisment Donald Trump e Ben Carson il suo consenso è andato via via erodendosi a favore di entrambi precipitando intorno all'1%. Non ha indicato quale candidato avrebbe appoggiato auspicando tuttavia la scesa in campo di un candidato molto conservatore alternativo a Donald Trump.
Il 29 marzo 2016, a pochi giorni dalle primarie proprio nel suo Wisconsin, decide di appoggiare il senatore ultraconservatore del Texas e leader della destra dei Tea Party come lui, Ted Cruz. Tale scelta si è resa necessaria dopo che Cruz era rimasto ormai l'unica alternativa concreta al miliardario radicale anti-apparato Donald Trump vincitore in 21 Stati col 61% dei delegati contro i 9 col 37% del senatore della destra evangelica e dopo che i candidati moderati dell'establishment, dati per vincitori sicuri, Jeb Bush e Marco Rubio erano stati spazzati via. Secondo i media americani la scelta del Governatore del Wisconsin è tuttavia dovuta solo ad affinità ideologiche con Cruz (sebbene non lo abbia appoggiato da subito auspicando una candidatura alternativa), come quella degli ex candidati repubblicani 2016 Rick Perry e Carly Fiorina grazie alla sua totale adesione ai valori della destra ultraconservatrice americana e non sia invece il frutto di una mera strategia politica, voluta da tutto l'apparato del GOP su idea del ex candidato presidente nel 2012 Mitt Romney (che ha votato Cruz in Utah), appoggiata dai candidati moderati dell'apparato 2016 Lindsey Graham e Jeb Bush, consistente nell'appoggiare Cruz, da cui sono distanti quanto è più di Trump per il suo estremismo radicale, senza avere possibilità di farlo vincere ma solamente per rosicchiare voti al tycoon newyorchese e arrivare ad una "broken" convention in cui nessun candidato ha la maggioranza dei delegati (1.237) dopo il voto delle primarie e agli stessi delegati è affidato il compito di scegliere un candidato nuovo (è più moderato) senza vincolo di mandato col candidato con cui sono stati eletti alle primarie come Romney stesso o lo Speaker della Camera ed ex candidato vicepresidente 2012 Paul Ryan o un candidato indipendente come l'ex sindaco di New York Michael Bloomberg da contrapporre alla sicura candidata dei democratici, la moderata Hillary Clinton.
Il 5 maggio 2016, con il ritiro dalla corsa repubblicana di John Kasich e Ted Cruz, l'unico in corsa rimane il miliardario radicale, Donald Trump famoso per le idee choc su immigrazione e una campagna violenta e offensiva, tanto da essere inviso all'apparato tutto, decide, nonostante ciò, di fare proprio l'appello del partito ad unirsi su Trump per sconfiggere Hillary Clinton appoggiando il tycoon. È il terzo, dopo Mike Huckabee e Bobby Jindal, a fare un endorsement dopo il voto in Indiana (3 maggio) in suo favore quando ormai Trump è rimasto il candidato unico mentre è il secondo, dopo Jindal, a fare un ri-endorsement sempre in suo favore dopo aver sostenuto Ted Cruz. È il quindicesimo in assoluto a fare un endorsement dopo Lindsey Graham (Bush), Rick Perry (Cruz), George Pataki (Rubio), Bobby Jindal (Rubio), Rick Santorum (Rubio), Chris Christie (Trump), Carly Fiorina (Cruz), Ben Carson (Trump), Lindsey Graham (ri-endorsement per Cruz), Jeb Bush (Cruz), Scott Walker (Cruz), George Pataki (ri-endorsement per Kasich), Mike Huckabee (Trump) e Bobby Jindal (ri-endorsement per Trump), decimo dopo Santorum (Iowa), Christie (Nevada), Fiorina (Michigan-Mississippi-Hawaii-Idaho), Carson (Guam-Washington DC-Wyoming), Graham (Florida-Illinois-Missouri-Nord Carolina-Ohio-Isole Marianne), Bush (Arizona e Utah), Pataki (Wisconsin), Huckabee (Indiana) e Jindal (Indiana) a farlo dopo un voto elettorale. È il quarto in assoluto tra i repubblicani a fare un nuovo endorsement dopo Lindsey Graham (Bush-Cruz), George Pataki (Rubio-Kasich) e Bobby Jindal (Rubio-Trump) e terzo dopo le primarie in Indiana quando Trump è rimasto solo mentre è il primo a passare da Cruz ad un altro candidato come Trump. È il quinto a sostenere Trump dopo il governatore del New Jersey, il moderato Chris Christie e il neurorchirurgo neroradicale anti-establishment Ben Carson, quando c'era più competitor, l'ex governatore dell'Arkansas d ex candidato 2008 Mike Huckabee e l'ex governatore della Louisiana Bobby Jindal, dopo che è rimasto l'unico in corsa.